# NGC 7475-1
NGC 7475-1 is een elliptisch sterrenstelsel in het sterrenbeeld Pegasus. Het hemelobject werd op 9 september 1864 ontdekt door de Duitse astronoom Albert Marth.

## Synoniemen
- UGC 12337
- MCG 3-58-27
- ZWG 453.59
- PGC 70383